# الکس کیم (تنیس‌باز)
 الکس کیم (انگلیسی: Alex Kim؛ زاده ۲۰ دسامبر ۱۹۷۸) یک تنیس‌باز اهل ایالات متحده آمریکا است.